# Beauharnais Hortenzia holland királyné
Hortense Eugénie Cécile de Beauharnais (Párizs, 1783. április 10. – Arenenberg kastély, Thurgau kanton, 1837. október 5.); francia grófkisasszony, Joséphine de Beauharnais leánya, Louis Bonapartéval kötött házassága révén a francia császári család tagja, császári hercegné (princesse de France), III. Napóleon császár anyja, 1806–10 között Hollandia királynéja, 1814-től Saint-Leu (ma: Saint-Leu-la-Forêt) hercegnője (duchesse de Saint-Leu).

## Élete

### Származása
Hortense Eugénie Cécile de Beauharnais 1783. április 10-én született Párizsban. Édesapja Alexandre François Marie de Beauharnais vikomt (1760–1794) volt, a francia királyi haderő tisztje, a forradalom Nemzetgyűlésének elnöke, a Rajnai Hadsereg vezénylő tábornoka, akit a francia forradalom során a jakobinusok guillotine alá küldtek, alig 4 nappal Robespierre megbuktatása és a jakobinus terror megszűnése előtt. Édesanyja Beauharnais felesége, Josèphine Tascher de la Pagerie (1763–1814) volt, a kreol szépség, férjezett nevén Joséphine de Beauharnais, aki később, a császárrá lett Napoléon Bonaparte tábornok első feleségeként 1804-ben Jozefina néven a franciák császárnéja lett.
Hortense volt szüleinek másodszülött gyermeke, egyetlen leányuk. Egy bátyja volt, Eugène (1781–1824), akit anyjának második férje, Napoléon Bonaparte tábornok a fiává fogadott. A császár felismerte Eugène kimagasló katonai tehetségét, tábornaggyá nevezte ki, francia hercegi rangra emelte, megtette az Itáliai Királyság francia alkirályává. Napóleon ösztökélésére Eugène 1806-ban a Wittelsbach-házból származó Auguszta Amália bajor királyi hercegnőt (1788–1851), I. Miksa bajor király (1756–1825) leányát vette feleségül. Napóleon családjának tagjait ősi európai dinasztiák tagjaival házasította össze, hogy így szerezzen elismerést saját friss császárságának. Hortense-szal is így járt el.

### Gyermekkora
Hortense gyermekkorát felkavarta a történelem. 1785-ben szülei különváltak. 1789–1790 között anyjával Martinique szigetén élt. Bátyját, Eugène-t apja magával vitte Párizsba, ahol a Nemzetgyűlés küldöttjeként dolgozott. 1792-ben apja csatlakozott a forradalmi hadsereghez, fia vele tartott az elzászi katonai táborba.
1794-ben, a jakobinus terror utolsó évében Hortense szüleit letartóztatták, és a párizsi Karmeliták monostorában létesített börtönbe (prison des Carmes) zárták. Apját, a 34 éves Alexandre de Beauharnais-t 1794. július 23-án a párizsi „Ledöntött trónus terén” („Place du Trône renversé”, ma Place de la Nation) nyaktilóval lefejezték, testét a közeli Picpus temetőben ásott egyik tömegsírba vetették, alig négy nappal a jakobinus diktatúra megdöntése és Robespierre kivégzése előtt. Joséphine-t egy évvel később szabadon engedték, 1795 őszén Hortense és bátyja Madame Campan internátusába került, Saint-Germain-be.
Özvegy anyja a Direktórium idején szalont vitt Párizsban. Itt megismerkedett Napoléon Bonaparte tábornokkal és 1796. március 9-én Párizsban feleségül ment hozzá. A tábornok örökbe fogadta Joséphine gyermekeit. Hortense bátyját, Eugène-t tiszti rangban magával vitte hadjárataira.

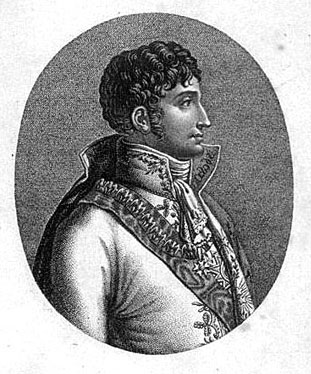
Hortense férje, Louis Bonaparte.

### Házassága, gyermekei
1801. január 4-én Hortense Párizsban feleségül ment Louis Bonapartéhoz (1778–1846), az első konzul öccséhez. A házasságot anyja, Joséphine erősen ösztönözte, mert a Bonaparte-családdal való szoros családi kapcsolatban saját és gyermekeinek jövőjét és felemelkedését látta biztosítva (ebben nem is tévedett). Az esküvőt Caprara bíboros celebrálta. A házasság révén Hortense saját anyjának sógornője lett. A házasságból 3 gyermek született:
- Napoléon Louis Charles Bonaparte (1802–1807), kisgyermekként meghalt.
- Napoléon-Louis Bonaparte (1804–1831); 1810-ben két héten át II. Lajos néven holland király.
- Charles-Louis Napoléon Bonaparte (1808–1873), a későbbi III. Napóleon, a franciák császára.

A dinasztikus alapon kötött házasság nem bizonyult sikeresnek. A fiatal és csinos Hortense anyja nyughatatlan vérét örökölte. Szeretett hódolói körében időzni, és halálosan szerelmes volt Duroc marsallba, I. Napóleon császár testőrségének parancsnokába (egyes kortársak szerint viszonyuk is volt). Ugyanakkor férje, Louis Bonaparte 1801–1802-ben, az itáliai hadjáratok során nemi betegségeket szedett össze (valószínűsíthetően szifiliszt vagy gonorrheát), amit sohasem kezeltetett rendesen. Betegesen féltékeny volt feleségére, a betegségek szövődményei rányomták bélyegüket testi és szellemi képességeire (például üldözési mániában is szenvedett). A gyermekek születése átmenetileg javított a házastársak viszonyán.
Napóleon császárrá koronázása után, 1804-ben Hortense császári hercegnői rangra emelkedett. Férje megvásárolta a Saint-Leu kastélyt, amely egészen az 1815-ös restaurációig a család tulajdona maradt. Fényes ünnepségeket tartottak itt.

### Hollandia királynéja
1806-ban Louis Bonaparte – császári bátyja rendeletére – I. Lajos néven elfoglalta Hollandia királyi trónját. Boldogtalan házasságuk ellenére felesége követte férjét Hágába, és Hortenzia néven  holland királyné lett (La Reine Hortense).
Elsőszülött fiuk, Napoléon Louis Charles Bonaparte 1807 májusában 4 évesen meghalt vérhas (dizentéria) következtében. A tragédia közelebb hozta a házastársakat egymáshoz, Louis egész nyáron felesége mellett maradt, csak szeptemberben tért vissza Hágába. Hortense Párizsban maradt, 1808. április 20-án itt hozta világra harmadik gyermekét, Charles-Louis Napoléont. Elterjedt, és ma is makacsul tartja magát a pletyka, hogy a gyermek apja nem Louis Bonaparte, hanem Carel Hendrik Graf Verhuell gróf lett volna, akit szoros baráti viszony kötött Hortense-hoz. A féltékeny Louis is hitelt adott a pletykának, és Szentpétervárra „száműzte” Verhuell grófot. A modern kutatások azonban bizonyították, hogy a gróf a kérdéses időszakban mindvégig Hágában tartózkodott, miközben Hortense férjével Párizsban élt.
Férje féltékenységének ezt az újabb jelét Hortense már elviselhetetlennek érezte. Különvált Louis Bonapartétól. Végleg elhagyta Hollandiát, visszatért Párizsba, és Napóleon császár segítségével elérte, hogy gyermekeit is elvegyék Louis-tól.
1810-ben az angol invázió és az azt követő francia megszállás nyomán Louis lemondott a trónról, és Ausztriába, majd Svájcba menekült. Hortense második fiát, Napoléon-Louis herceget néhány napra II. Lajos néven Hollandia királyának kiáltották ki, de az országot Napóleon császár hamarosan a Francia Császársághoz csatolta, Hortense királynéi címe is elenyészett.
A szép és csábító Hortense tovább élte nagyvilági életét Párizsban. Viszonyba keveredett Charles de Flahaut tábornokkal, Talleyrand törvénytelen fiával, Murat marsall szárnysegédjével. A kapcsolatból egy fiuk született, Charles de Morny (1811–1865), akit később féltestvére, III. Napóleon császár Morny hercegének rangjára emelt. A hír hallatán a svájci száműzetésben élő Louis Bonaparte benyújtotta a házasság felbontására irányuló kérelmét a pápának, aki azonban határozottan visszautasította. Házasságuk 1837-ig, Hortense haláláig hivatalosan érvényben maradt.

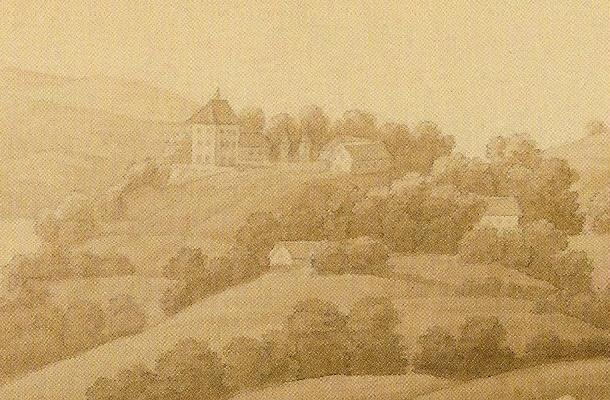
Hortense hercegnő rajza az Arenenberg kastélyról Salensteinben (Svájc, Thurgau kanton).

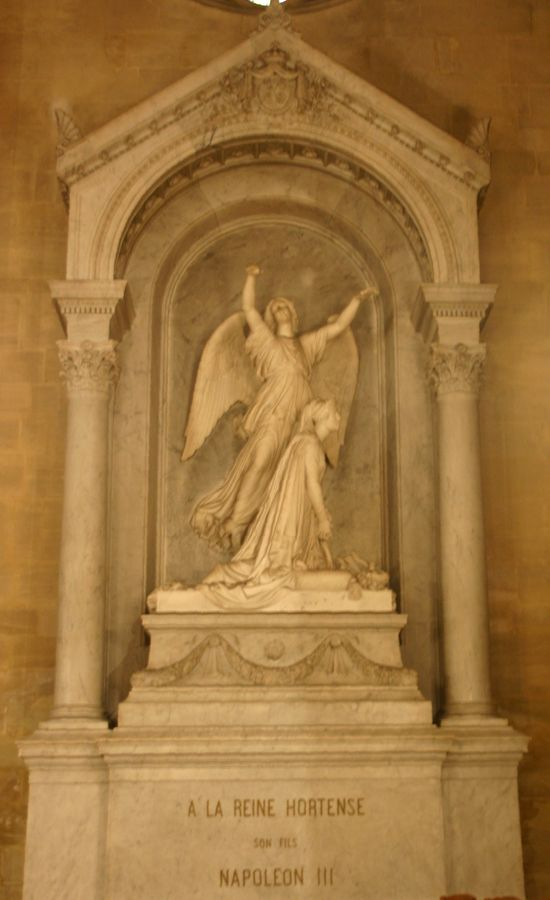
Hortense de Beauharnais síremléke Rueil-Malmaisonban, a Szent Péter és Szent Pál templomban.

### A Bourbon-restauráció után
Napóleon lemondása után, a Bourbonok első visszatérése során Hortense egy ideig I. Sándor orosz cárral flörtölt. Kérelmére, a cár támogatásával XVIII. Lajos király kinevezte Hortense-t Saint-Leu hercegnőjévé (duchesse de Saint-Leu).
Napóleon visszatérésekor, a száz nap alatt Hortense hercegnő hűséges maradt a császárhoz, emiatt 1817-ben Svájcba kellett menekülnie. Thurgau kantonba költözött, az Arenenberg kastélyban egyedül nevelte fiait. Anyjának örökségéből, és bátyjának, Eugène herceg-nek bajor királyi rokonsága révén 3 millió franknyi vagyon fölött rendelkezett, amiből évente 120 000 frank jövedelmet húzott. Ebből kényelmesen megélhettek.
Az 1831-es itáliai forradalom harcaiban elesett második fia, Napoléon-Louis herceg. Nem sokkal ezután, 1831 áprilisának végén Hortense hercegnő Párizsba utazott. Houdetot tábornok (1786–1866), Lajos Fülöp király szárnysegédje, Eugène de Beauharnais régi barátja és harcostársa kieszközölt számára egy titkos találkozót a királlyal. Lajos Fülöp nem felejtette el, hogy Hortense a „száz nap” során közbenjárt az ő anyjának, Louise Marie Adélaïde de Bourbon-nak, Orléans hercegnőjének (1753–1821) és nagynénjének, Bathilde d’Orléans hercegnőnek (1750–1822) érdekében. Nem tudjuk pontosan, miről tárgyaltak. Hortense valószínűleg azt kérte a királytól, engedélyezze a visszatérést és a tartós letelepedést Franciaországban maga és fia, Louis-Napoléon herceg számára. Felmerülhetett, hogy Louis-Napoléont az uralkodó megteszi a Francia Királyság „pair”-jévé és Saint-Leu hercegévé (pair de France et duc de Saint-Leu). Bármi is esett a találkozón, csak az bizonyos, hogy néhány nappal utána, 1831. május 5-én, Napóleon császár halálának tizedik évfordulóján Hortense és fia a Rue de Paix-n lévő szállásuk ablakából végignézték a tömegesen Párizsba özönlött bonapartisták Vendôme téren tartott tüntetését, és ezután sietve Angliába utaztak. Hortense többé nem is tért vissza Franciaországba. Az 1832. április 10-én meghozott számkivetési törvény (loi d'exil), amely kitiltotta a Királyság területéről a Bonaparte-család tagjait, őt magát és fiát is sújtotta.

### Utolsó évei
1836. október 30-án Hortense legfiatalabb, immár egyetlen élő fia, Louis-Napoléon herceg bonapartista felkelést szervezett Strasbourg-ban, a júliusi monarchia megdöntésének szándékával. A puccskísérlet kudarcot vallott, Louis-Napoléont kiutasították az országból. A súlyosan beteg Hortense hercegnő magára maradt az Arenenberg kastélyban. Levelet írt fiának, aki Svájcba sietett. Még életben találta anyját, és mellette is maradt Hortense hercegnő 1837. október 5-én bekövetkezett haláláig. III. Napóleon császár egész életében tárcájában hordta anyjának utolsó levelét. Hortense de Beauharnais-t, Saint-Leu hercegnőjét kívánságának megfelelően Malmaison közelében, a rueil-i Szent Péter és Pál templomban helyezték örök nyugalomra édesanyja, Jozefina császárné mellé.
Halála után az özvegyen maradt 59 éves Louis Bonaparte feleségül vette a 16 éves Julia-Livia di Strozzi márkinőt. Házasságuk gyermektelen maradt.

### Emléke
- A Hortensia gyémánt: 20 karátos, őszibarack-színű gyémánt, amit még XIV. Lajos vásárolt, és azóta a francia koronaékszerek részét képezi. Az Első Császárság idején Hortense de Beauharnais nevére keresztelték. Ma a párizsi Louvre-ban látható.